# Drosophila virgulata
Drosophila virgulata är en tvåvingeart som beskrevs av Elmo Hardy och Kaneshiro 1968. Drosophila virgulata ingår i släktet Drosophila och familjen daggflugor.
Artens utbredningsområde är Hawaii.